# فيلي بيرش
فيلي بيرش (بالإنجليزية: Willie Birch)‏ هو نحات ورسام أمريكي، ولد في 1943.